# Ehrenfried-Oskar Boege
Ehrenfried-Oskar Boege, nemški general, * 11. november 1889, Ostrowo, † 31. december 1965, Hildesheim.